# Rote Fleckbrasse
Die Rote Fleckbrasse oder der Graubarsch (Pagellus bogaraveo) ist ein Meeresfisch aus der Familie der Meerbrassen (Sparidae). Die Fische leben im westlichen Mittelmeer bis Sizilien und im östlichen Atlantik von Norwegen bis zum Cap Blanc an der Küste Mauretaniens, sowie bei Madeira und den Kanarischen. Gelegentlich werden sie auch an der Küste von Island gefangen.

## Merkmale
Die Rote Fleckbrasse erreicht eine Maximallänge von 70 Zentimetern, eine Durchschnittslänge von 30 Zentimetern und wird mit einer Länge von 25 Zentimetern geschlechtsreif. Das Maximalgewicht liegt bei 5 kg, das maximale Lebensalter bei 15 Jahren. Ihr Körper ist hochrückig, seitlich abgeflacht, rosig gefärbt und ohne Längs- oder Querstreifen. Ein kleiner schwarzer Fleck befindet sich über dem Brustflossenansatz. Die durchgehende Rückenflosse wird von 12 bis 13 Hartstrahlen und 11 bis 13 Weichstrahlen gestützt. Die kurze Afterflosse besitzt drei Stachelstrahlen und 11 bis 12 Weichstrahlen. Die Schnauze ist kürzer als der Augendurchmesser.

## Lebensweise
Die Rote Fleckbrasse lebt in Tiefen von 150 bis zu 400 (Mittelmeer) oder 700 (Atlantik) Metern, wobei sie sich meist oberhalb einer Tiefe von 300 Metern aufhält. Sie kommt über verschiedenen Meeresböden vor, vor allem über schlammigen Böden, aber auch über felsigem Untergrund oder über Sandböden. Jungfische leben küstennah. Die Rote Fleckbrasse ist ein Allesfresser, der sich vor allem von Würmern, Mollusken, kleinen Fischen und kleinen Krebstieren ernährt. Geschlechtsreife Rote Fleckbrassen wandern von Januar bis Juni an die Ränder der Schelfgebiete, um zu laichen. Wie manche andere Meerbrassen sind sie proterandrische Hermaphroditen: Nachdem sie als Männchen geschlechtsreif werden, entwickeln sie mit einer Länge von 20 bis 30 Zentimetern weibliche Geschlechtsorgane. Die Rote Fleckbrasse ist ein bedeutender Fischereifisch.